# Norte de Aralar
Norte de Aralar (en euskera Leitzaldea) es una comarca de Navarra situada en la Merindad de Pamplona, en la zona vascófona de Navarra y que limita con Guipúzcoa. Tiene 7.366 habitantes.

## Municipios
Datos de 2014.
- Araiz: 533 habitantes.
- Arano: 111
- Areso: 266
- Betelu: 332
- Goizueta: 747
- Larraun: 1.002
- Leiza: 2.906
- Lecumberri: 1.469

## Administración
Los municipios que integran la comarca están integrados en dos mancomunidades diferentes, para la gestión de sus residuos sólidos urbanos: la Mancomunidad de Alto Araxes y la Mancomunidad de Mendialdea.

## Personajes ilustres
- Iñaki Perurena
- José Mari Bakero, futbolista
- Aimar Olaizola, pelotari
- Abel Barriola , pelotari
- Patxi Zabaleta, político y escritor en euskera